# Bennon de Metz
Pour les articles homonymes, voir Bennon.
Bennon ou Benoît, Benno en latin (? - 940), a été évêque de Metz et fondateur de l’abbaye d'Einsiedeln.

## Biographie
Né en Souabe, il est un probable parent de Raoul de France. Il a été chanoine de la cathédrale de Strasbourg.
Vers 906, il se retire comme ermite sur le site de l'abbaye d'Einsiedeln, près de Zurich, qui avait été sanctifié par la mort de saint Meinrad en 861. Rejoint par des disciples, il fait rebâtir la chapelle et défricher les terres environnantes.
En 925, Henri Ier de Germanie, pour affirmer son autorité sur ce diocèse, le nomme évêque de Metz au mépris des règles régissant l'élection de l'évêque de Metz.
En 927, des messins, la plupart maître artisans, se saisissent de lui, le châtrent (Annales de Flodoard : eviratus) et lui crèvent les yeux.
Les agresseurs sont excommuniés par le concile de Duisbourg la même année et condamnés à mort par le roi Henri. Ils sont pendus dans la cité.
Bennon se retire de nouveau à Einsiedeln où il meurt le 3 août 940. Il a été enterré près de la chapelle qu’il avait fait restaurer par Eberhard, premier abbé d'Einsiedeln.
Reconnu comme vénérable par l'Église catholique, certains auteurs le qualifient même de bienheureux.

### Article lié
- Bennon de Meissen